# مبرهنة ستون-فايرشتراس
مبرهنة ستون فايرشتراس (بالإنجليزية: Stone–Weierstrass theorem)‏ وتعرف أحيانا في بعض المراجع فقط بمبرهنة فايرشتراس هي تعميم لمبرهنة فايرستراس للمقاربة في التحليل الحقيقي. والتي تقضي بأن كل دالة متصلة معرفة على مجال محدد يمكن مقاربتها بانتظام عبر دوال حدية.
تكمن أهمية المبرهنة في تمكينها من الحصول على حلول تقريبية حين يكون الحل التحليلي مستعصيا.
سميت هذه المبرهنة هكذا نسبة إلى كل من كارل فايرشتراس ومارشال هارفي ستون.

## مبرهنة فايرستراس للمقاربة

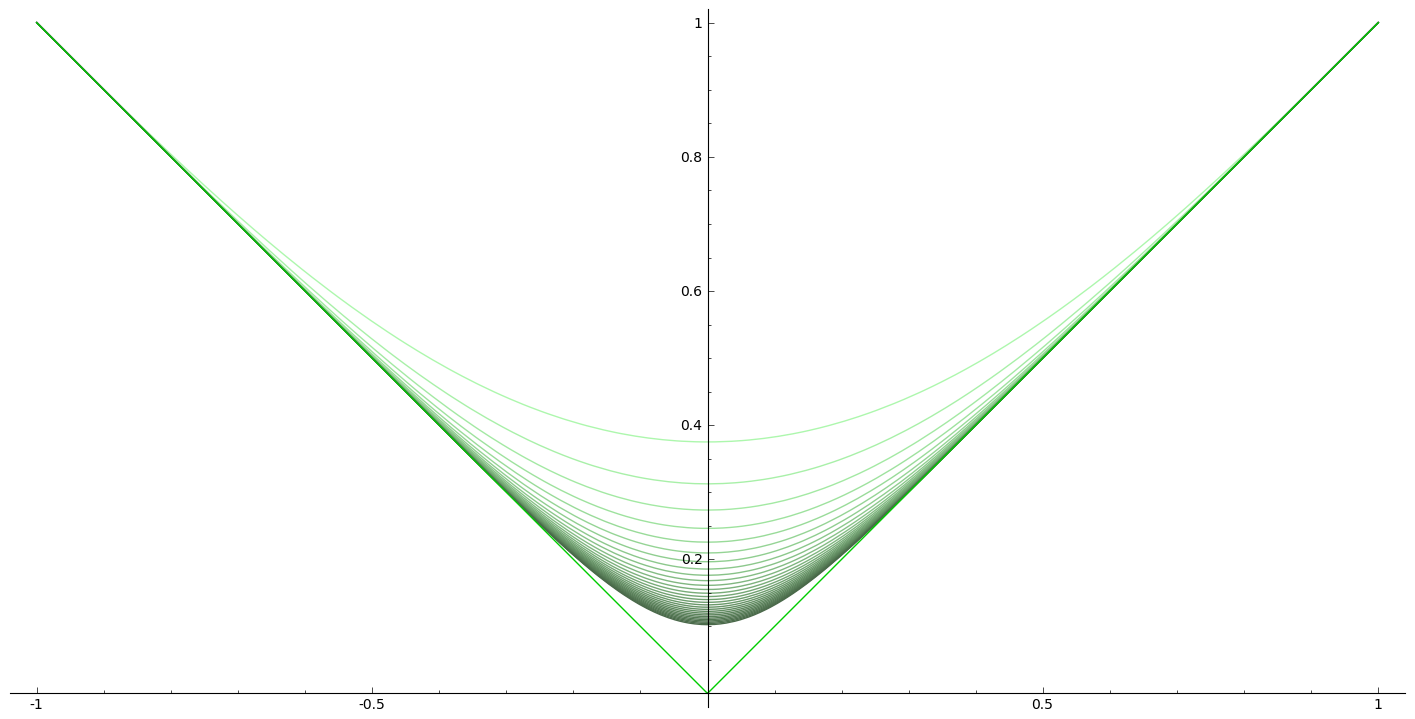
رسم توضيحي لمتتالية دوال حدانية تؤول إلى دالة القيمة المطلقة

مبرهنة فايرستراس للمقاربة: كل دالة متصلة {\displaystyle f} معرفة في مجال {\displaystyle [a,b]} هي نهاية منتظمة لدالة حدية معرفة في {\displaystyle [a,b]}.
أي بالنسبة لكل {\displaystyle \epsilon >0} توجد دالة حدية {\displaystyle P} تحقق:
{\displaystyle \forall x\in [a,b],\mid f(x)-P(x)\mid <\epsilon }
هذه النتيجة التي برهن عليها فايرستراس، تمت البرهنة على قابليتها للتعميم على كل الدوال المتصلة الحقيقية المعرفة في فضاء متراص، بفضل أعمال الرياضياتي الأمريكي مارشال ستون.

## مبرهنة ستون فايرستراس
باعتبار {\displaystyle (X,d)} فضاء قياسيا متراصا و {\displaystyle {\mathcal {C}}(X,\mathbb {R} )} فضاء الدوال المتصلة المنطلقة من {\displaystyle X} والمستقرة في {\displaystyle \mathbb {R} } والمزود بمعيار التقارب المنتظم. إذا كانت مجموعة {\displaystyle {\mathcal {S}}\subset {\mathcal {C}}(X,\mathbb {R} )} تشكل جبرا جزئيا وحدويا يفصل بين نقط {\displaystyle X}، فإن {\displaystyle {\mathcal {S}}} كثيفة ضمن {\displaystyle {\mathcal {C}}(X,\mathbb {R} )}.
المبرهنة صحيحة أيضا بانسبة لكل فضاء طوبولوجي متراص ومفصل {\displaystyle (X,{\mathcal {T}})}.
مبرهنة فايرستراس للمقاربة تصبح على ضوء هذه المبرهنة لازمة لمبرهنة ستون فايرستراس.

## وصلات خارجية
- برهنة كاملة لمبرهنة ستون فايرستراس في حالتها العامة.